# 806
806(팔백육)는 805보다 크고 807보다 작은 자연수다.

## 수학
- 합성수로, 그 약수는 1, 2, 13, 26, 31, 62, 403, 806이다. 진약수의 합은 538이므로, 806은 부족수다.
- 자릿수 제곱합이 제곱수인 67번째 자연수다. ({\displaystyle 8^{2}+0^{2}+6^{2}=10^{2}}) 이 성질을 지닌 앞의 수는 800, 다음 수는 814다. (OEIS의 수열 A175396)
- {\displaystyle 87^{3}-1}은 806으로 나누어떨어진다.

## 과학
- NGC 806(영어판): 고래자리 방향에 있는 나선은하.

## 교통
- 유럽 고속도로 806호선: 포르투갈 토흐스노바스에서 구아르다까지 이어지는 유럽 고속도로.
- 806번 지방도: 전라남도 영암군 삼호읍에서 해남군 송지면까지 이어지는 대한민국의 지방도.

## 군사
- U-806(영어판): 제2차 세계 대전에 사용된 나치 독일의 군용 잠수함.

## 문화유산
- 대한민국의 보물 제806호: 백자 반합

## 기타
- 날짜: 8월 6일
- 연도: 806년, 기원전 806년